# Drap
Drap (Italiaans: Drappo) is een gemeente in het Franse departement Alpes-Maritimes (regio Provence-Alpes-Côte d'Azur). De plaats maakt deel uit van het arrondissement Nice. Drap telde op 1 januari 2022 5.300 inwoners.

## Geografie
De oppervlakte van Drap bedroeg op 1 januari 2022 5,54 vierkante kilometer; de bevolkingsdichtheid was toen 956,7 inwoners per km².
De onderstaande kaart toont de ligging van Drap met de belangrijkste infrastructuur en aangrenzende gemeenten.

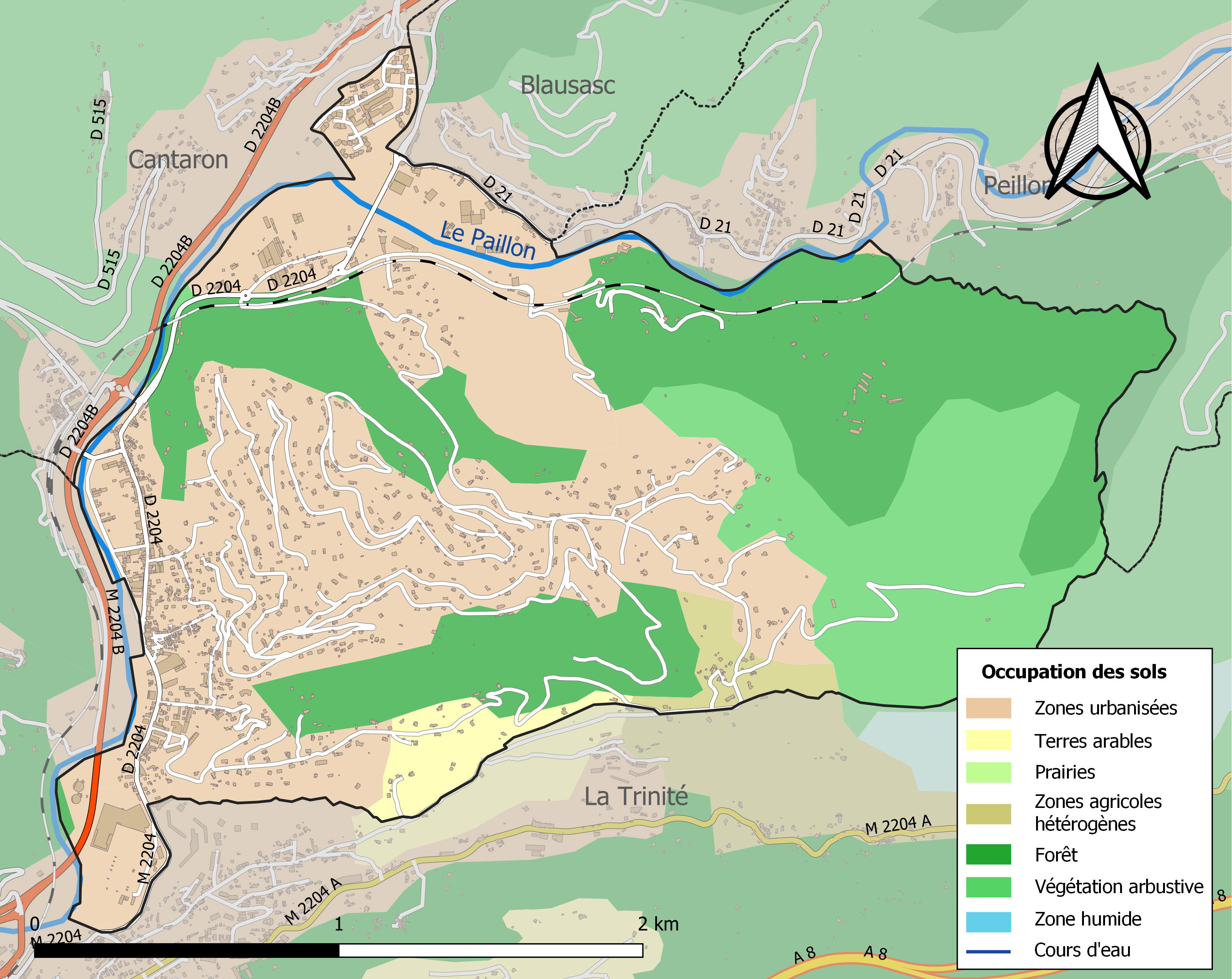

## Demografie
Onderstaande figuur toont het verloop van het inwonertal (bron: INSEE-tellingen).
Vanwege een beveiligingsprobleem met de MediaWiki Graph-software is het momenteel niet mogelijk deze grafiek weer te geven. Zodra de software is bijgewerkt zal de grafiek vanzelf weer zichtbaar worden.